# Melanolophia dislocata
Melanolophia dislocata là một loài bướm đêm trong họ Geometridae.